# 24 Sextantis
Désignations
24 Sextantis (en abrégé 24 Sex) est une étoile de la constellation du Sextant possédant deux exoplanètes. Elle est distante d'environ ∼ 236 a.l. (∼ 72,4 pc) de la Terre.

## Système planétaire
| Planète        | Masse               | Demi-grand axe (ua) | Période orbitale (jours) | Excentricité    | Inclinaison | Rayon |
| -------------- | ------------------- | ------------------- | ------------------------ | --------------- | ----------- | ----- |
| 24 Sextantis b | ≥1,99+0,26 −0,38 MJ | 1,333+0,004 −0,009  | 452,8+2,1 −4,5           | 0,09+0,14 −0,06 |             |       |
| 24 Sextantis c | ≥0,86+0,35 −0,26 MJ | 2,08+0,05 −0,02     | 883+32 −14               | 0,29+0,16 −0,09 |             |       |